# Ивановская (Селивановский район)
Ивановская — деревня в Селивановском районе Владимирской области России, входит в состав Малышевского сельского поселения.

## География
Деревня расположена в 20 км на юго-запад от центра поселения села Малышево и в 46 км на юго-запад от райцентра рабочего посёлка Красная Горбатка.

## История
В конце XIX — начале XX века деревня входила в состав Крюковской волости Меленковского уезда, с 1926 года — в составе Бутылицкой волости Муромского уезда. В 1859 году в деревне числилось 36 дворов, в 1905 году — 73 двора, в 1926 году — 99 дворов.
С 1929 года деревня являлась центром Ивановского сельсовета Селивановского района, с 1954 года — в составе Молотовского сельсовета, с 1958 года — в составе Первомайского сельсовета, с 2005 года — в составе Малышевского сельского поселения.

## Население
| 1859 | 1905 | 1926 | 2002 | 2010 | 2021 |
| ---- | ---- | ---- | ---- | ---- | ---- |
| 225  | ↗362 | ↗527 | ↘203 | ↘161 | ↘110 |